# Lista de episódios de The Prince of Tennis
Esta lista apresenta os títulos em Português dos episódios de The Prince of Tennis.
A serie é composta de 7 temporadas com 178 episódios, no Brasil foram ao ar apenas 97 episódios pelo canal Animax

## Primeira Temporada
01 - Surge o Príncipe
02 - O Samurai Júnior 
03 - Chegam os Veteranos 
04 - Um Homem Chamado Serpente 
05 - O Ataque da Serpente 
06 - Nanjiro Echizen, o Homem
07 - Os Dois Ryomas 
08 - Split Steps 
09 - Um dia Difícil 
10 - O Retorno de Sasabi 
11 - Ryoma Contra Momoshiro!
12 - A Tática da Finta 
13 - Os Bons Também Jogam em Duplas!
14 - Tsubame Gaeshi, o Golpe Mortal! 
15 - Kawamura, Quem é Você Realmente! 
16 - Serpente Bumerangue 
17 - O Longo Caminho da Vitória 
18 - A Carta de Amor 
19 - Ryoma Ferido 
20 - Termina o Tempo
21 - Fogo na Quadra
22 - A Catástrofe de Kaoru
23 - O Suco de Sadaharu Contra-Ataca!
24 - O dia Livre de Ryoma
25 - O Mais Forte da Seigaku (Primeira Parte) 
26 - O Mais Forte da Seigaku (Segunda Parte)

## Segunda Temporada
27 - A Aventura de Karupin 
28 - O Novo Titular!
29 - Momoshiro e a Serpente 
30 - A Previsão de Mizuki 
31 - O Voleio Lunar
32 - A Tática de Eiji 
33 - Desempate 
34 - A Chegada de Yuuta
35 - O Voleio B
36 - Shusuke Fuji, o Irmão Mais Velho 
37 - A Marca de Ryoma 
38 - O chá Penal 
39 - A Jogada do Urso!
40 - Duelo Sob a Chuva 
41 - Confusão!
42 - Disparem no Syuichiroh
43 - Sengoku, o Sortudo 
44 - Navalha
45 - O Diabo na Quadra 
46 - Espírito de Samurai 
47 - Eu não Posso Perder! 
48 - O Momento Decisivo 
49 - Outro Tipo de Jogo 
50 - Os Melhores da Seigaku!
51 - O Desafio de Sadaharu
52 - A Pior Crise da Seigaku

## Terceira Temporada
53 - A Recuperação de Momoshiro
54 - O Treinamento Intensivo de Kaidoh
55 - O Jogo Cerrado de Hyoutei
56 - Equipes de Três
57 - O Serviço SCUD
58 - A Pior Dupla
59 - Prejuízo Inocente
60 - Potência x Potência
61 - A Batalha Hadokyu
62 - Serviço Desaparecido 
63 - O Último Contra-ataque Triplo
64 - Super Lutador Tenipuri 9 (episódio parodia)
65 - Seja um Pilar da Seigaku
66 - Melodia do Colapso
67 - O Último Serviço
68 - Tie-break Interminável
69 - Quem Deve ser Titular?
70 - Tênis x Ping Pong
71 - O Encontro
72 - Kaido Joga como Ryoma
73 - A Decisão de Tezuka
74 - Uma Mensagem Para Ryoma
75 - Adeus, Tezuka
76 - Seigaku vs. Jyousei Shounam
77 - A Luta Entre a Calma e a Paixão
78 - Voltagem do Trovão

## Quarta Temporada
79 - Formação
80 - Técnicas de Principiantes
81 - A Serpente Contra a Falsa Serpente
82 - A Sedução de Hanamura
83 - O Maior Êxito
84 - Impulso Profundo
85 - Depois do Jogo Mortal
86 - Sobe o Ritmo
87 - A Velha História do Tênis
88 - O Príncipe do Boliche
89 - Seigaku Da Da Da Dan
90 - Vôlei de Praia por uma Hospedagem Barata
91 - O Capitão Novato da Hokkaku
92 - O Homem da Raquete Grande
93 - Lance Hadoukyuu
94 - A técnica secreta de Kikumaru
95 - Meia volta e Xeque mate!
96 - Queima Ryoma!
97 - O arremate final

## Quinta Temporada
(Já em Exibição no Brasil)
98 - O Príncipe do Bilhar (ビリヤードの王子様)
99 - A raquete amaldiçoada  (呪いのラケット)
100 - O Capitão Oishi (キャプテン大石)
101 - Coma Rikkaidai  (元祖天才・不二周助)
102 - Onda esférica VS Scud Serve (波動球VSスカッドサーブ)
103 - Noite de Insônia (麗しの跡部)
104 - Ryoma VS Sanada  (リョーマVS真田)
105 - Ryoma totalmente derrotado (リョーマ惨敗)
106 - Para a casa de campo! (合宿に行こう!)
107 - Aparece o Capitão!?  (部長あらわる!?)
108 - Surpresa no acampamento!  (合宿でドッキリ!)
109 - Tenis Biatlhon (テニス・バイアスロン)
110 - Pule, Kabaji!  (翔べ!樺地)
111 - O autêntico prodígio, Fuji Syuusuke (元祖天才・不二周助)
112 - Hadoukyuu VS Scud Serve (波動球VSスカッドサーブ)
113 - O bonito Atobe  (麗しの跡部)
114 - Ryoma está indo!  (リョーマがゆく!)
115 - Contos Bangai Hen (番外編ショートストーリー)
116 - Sanada e Yukimura
117 - Começa a Final 
118 - Cerimônia de Batalha 
119 - Duplas na corda bamba 
120 - Niou antecipando as jogadas de Kikumaru 
121 - A decisão de Yagyuu 
122 - O grito de Inui!! 
123 - O resultado da partida inacabada 
124 - A Armadilha Vermelha De Kirihara
125 - A Fúria De Fuji
126 - Confronto! Ryoma contra Sanada 
127 - O saque invisivel definitivo!  
128 - Conclusão! Qual dos dois vencerá?

## Sexta Temporada
(Já em exibição no Brasil)
129 - A balada do Samurai 
130 - Queremos ver o Tezuka
131 - Nunca desista
132 - A desajeitada família Teni Puri / Continuação
133 - O melhor chefe de sushi do Japão
134 - Meu príncipe
135 - As férias de verão de Kikumaru
136 - Amistoso Júnior, juntos
137 - O companheiro em que não se confiava
138 - Ryoma contra Kirihara! Além da fúria do combate
139 - O renascer de Sengoku Kiyosumi
140 - Bem vindo de volta, Tezuka Kunimitsu
141 - Duelo: Atobe contra Sanada 
142 - O garoto que veio da América
143 - A escolha de Tezuka
144 - Nasce o dream team
145 - Ryoma e Kevin
146 - A ambição da equipe americana 
147 - Os mais fortes! Atobe e Sanada 
148 - O cenário de Baker 
149 - Tango em direção a destruição 
150 - Duplas de garotos bonitos 
151 - Marionete De Sofrimento 
152 - A Besta (Fera) Bobbye Max 
153 - A Batalha De Limite
154 - O Gênio Contra A Máquina De Tênis
155 - Batalha De Um Milímetro
156 - Quem Jogará?
157 - A Bola Fantasma Que Desaparece
158 - O Confronto Esperado , Ryoma Vs Kevin
159 - Ilusão
160 - Jogo E Partida
161 - Corre Momo
162 - As Recordações Da Dupla De Ouro 
163 - O Mundo Desconhecido De Kaido
164 - A Maravilhosa Surpresa Da Seigaku
165 - Os Tenis Puri Vão Ao Havai É Natal

## Sétima Temporada
(Já em exibição no Brasil)
166 - A Especialidade Da Seigaku Mais Uma Vez
167 - Eternos Rivais Momo Vs Kaido 
168 - A Decisão De Ryoma  
169 - Sentimentos De Dúvida
170 - Ruge Echizen ou Força Echizen
171 - Para Meu Querido Amigo
172 -Adeus Seigaku
173 - Samurai Em Nova Iorque (New York)
174 - Tezuka Kunimitsu vs Fuji Syusuke
175 - Disputa Do 3º Ano Do Curso
176 - Climax
177 - Uma Promessa Inovadora
178[Final] - Adeus, Príncipe.